# Le Mariage de M. Anselme des Tilleuls
Le Mariage de M. Anselme des Tilleuls (Die Hochzeit des Herrn Anselme von Tilleuls) ist eine bisher nicht ins Deutsche übersetzte Erzählung des französischen Autors Jules Verne. Sie wurde erstmals 1991 in Band 3 von Manuscrits nantais, einer Sammlung von Schriften aus Vernes Nachlass, veröffentlicht. Sie entstand 1855.

## Handlung
Der nicht von Schönheit gesegnete, einfältige Marquis Anselme des Tilleuls beauftragt seinen Lateinlehrer mit der Suche nach einer standesgemäßen Braut. Daneben beschäftigt sich der Lateinlehrer Paraclet, der die Spottfigur eines Gelehrten darstellt, unaufhörlich mit der lateinischen Grammatik. Nach vielen Absagen potentieller Bräute begegnet er einem Gerichtsdiener, der die Chance wahrnimmt, seine schwer an den Mann zu bringende Tochter zu vermitteln. Nach der arrangierten Hochzeit bekommt das Paar jährlich ein Kind.

## Ausgaben
- Jules Verne: Le mariage de M. Anselme des Tilleuls. Éditions l’Isle-Adam, Saint-Mont 2005, ISBN 2-84755-074-7